# Nowe Łącko
Nowe Łącko – nieoficjalna nazwa przysiółka wsi Nacmierz w Polsce położona w województwie zachodniopomorskim, w powiecie sławieńskim, w gminie Postomino.
Miejscowość wchodzi w skład sołectwa Nacmierz.
W latach 1975–1998 miejscowość administracyjnie należała do województwa słupskiego.
Inne miejscowości o nazwie Łącko